# Adelaide Penha de Magalhães
Adelaide da Conceição Penha Ferreira de Magalhães (Faia, Cabeceiras de Basto, 19 de maio de 1874 – Refojos de Riba de Ave, Santo Tirso, 12 de abril de 1945) foi uma professora, escritora feminista e activista republicana portuguesa, tendo exercido na Política local durante a Primeira República

## Biografia
Adelaide Penha de Magalhães exerceu um cargo político na administração local, onde votava nessas mesma assembleias gerais da Junta Provisória. Foi uma das primeiras mulheres a exercer algum tipo de cargo político, onde na Primeira Républica exerceu esse papel para a câmara de Santo Tirso em 1910, tendo sido sucedida nas segundas votações por Manuel Gil dos Reis Carneiro Dias de Carvalho Ferreira, político, antigo vereador, e ocupando vários cargos na Administração Local.
Fomentou junto com o seu marido a construção de várias escolas mistas em Santo Tirso, logo a partir do ano de 1910, nas freguesias da Reguenga, Lamelas e Refojos de Riba de Ave, onde foi professora, com o intento de ir reduzindo a iliteracia popular.
Colaborava ainda antes da implantação da República em semanários republicanos, aparece pelo menos já em 1896. O director de O Jornal, Dr. Leão de Meireles, era republicano afinco num dos únicos concelhos republicanos, ainda no tempo da Monarquia, pelo que se festejava o 31 de Janeiro. Em 1929 quem defendeu o Jornal no julgamento judicial foi o Dr. António Moreira de Sá Couto, cunhado da Adelaide Penha de Magalhães.
Escrevia activamente para esse jornal, como para o Pacense ou o Jornal de Paços de Ferreira, semanário republicano, no nome de "Adelaide Penha de Magalhães", e de "A. C. Penha Guimarães" em escritos que se manifestavam de forma mais impulsiva, pelo que não podia ser associada como mulher. Colaboraram também neste jornal republicanas como Virgínia Quaresma, Virgínia de Castro e Almeida, Ana de Castro Osório, Alda Guerreiro e Bernardino Machado ou outras como Maria Amália Vaz de Carvalho
O seu pai, José Benjamim de Magalhães, músico, e suas tias professoras, permitiram ter uma cultura e uma educação que para a época era bastante moderna. Fez os seus estudos em Braga, onde se encontrava o seu parente João Penha. O marido, Manuel Carneiro Ferreira, exerceu um cargo político nas primeiras votações simultaneamente a sua mulher. O casal teve sete filhos: Dois filhos, António Penha Ferreira e Manuel Penha Ferreira, e 5 meninas, Elvira, Maria, Augusta, Emilia e Mariete.
Faleceu em 12 de Abril de 1945 sendo sepultada em Refojos de Riba de Ave em Santo Tirso.

## Publicações
- Amores d’Elvira, conto publicado pelo Folhetim de Paços de Ferreira, 1896 (nº 21, 22 e 23.).
- lntroducção á analyse do problema da Vida, dissertaçâo de concurso, Lisboa, 1906.